# Los Quién
Los Quién es una serie de televisión emitida por Antena 3 entre el 2 de mayo y el 20 de julio de 2011. Su estreno tuvo una buena acogida por parte de la audiencia y lideró su franja de emisión sobre las demás ofertas de otras cadenas. Mezcla grandes dosis de humor con una grabación en sitcom, dando como resultado una divertida comedia.
No obstante, y debido a los pobres índices de audiencia, la cadena anunció su rápida cancelación el 12 de julio de 2011.

## Argumento
La serie está centrada en el primer matrimonio que se acogió a la ley del divorcio en España, por lo que se ambienta a principios de la década de los 80.
Gustavo y Susana, un matrimonio con una hija (Paula), sufren de monotonía matrimonial, por lo que Susana pide el divorcio.
Entre tanto, el hermano de Susana, Esteban, un cura, quiere dejar su vida clerical, aunque su madre, Julia, no lo acepta.

## Reparto

### 1.ª temporada

#### Reparto principal
- Javier Cámara - Gustavo Peña
- María Pujalte - Susana Zunzunegui Santamaría
- Julián López - Esteban Zunzunegui Santamaría
- Cristina Alcázar - Candela Collado
- con Fernando Gil - Faustino "Tino" Molina
- y Kiti Manver - Julia Santamaría
- Elena Rivera - Francisca "Chesca" Gallego (Episodio 1 - Episodio 6; Episodio 8 - Episodio 13)
- Álvaro Fontalba - Eloy Collado (Episodio 1 - Episodio 6; Episodio 8 - Episodio 13)
- Lucía Martín - Paula Peña Zunzungueri (Episodio 1 - Episodio 6; Episodio 8 - Episodio 13)

#### Con
- Elsa Pinilla - Hija de Fernández (Episodio 3)
- Mariano Llorente - Fernández (Episodio 3)
- José Luis Fradejas - Él mismo (Episodio 4)
- Sara Gómez - Rosa (Episodio 5)
- Ana Fernández - Mónica Molina, hermana de Tito (Episodio 10)
- Verónica Moral - Rita Collado, hermana de Candela (Episodio 11)
- Nerea Garmendia - Eva, exnovia de Tino (Episodio 12)
- Eva Llorach - Invitada fiesta de Gustavo (Episodio 12)

##### Colaboración especial
- Carlos Santos - Hugo, director del colegio (Episodio 4)
- Ángel de Andrés - Chicho Peña, padre de Gustavo (Episodio 6)
- Amparo Baró - Charo Quintana (Episodio 7)
- Natalia Millán - Elisa Alarcia (Episodio 9)
- Yon González - Paco, el atracador (Episodio 10)

##### Participación especial
- Ramón Sánchez-Ocaña - Él mismo (Episodio 6)
- María León - Arancha (Episodio 8)

## Episodios y audiencia
| #  | Título                                                      | Fecha de emisión    | Espectadores y share |
| -- | ----------------------------------------------------------- | ------------------- | -------------------- |
| 1  | «Incompatibilidad de caracteres, el divorcio no es para mí» | 2 de mayo de 2011   | 3 293 000 - 15,9%    |
| 2  | «La ouija que te parió»                                     | 2 de mayo de 2011   | 2 891 000 - 16%      |
| 3  | «El casero siempre llama dos veces»                         | 9 de mayo de 2011   | 2 266 000 - 11,3%    |
| 4  | «Bailad, bailad malditos»                                   | 9 de mayo de 2011   | 2 372 000 - 12,9%    |
| 5  | «Sexo, mentiras y cintas de lomo»                           | 18 de mayo de 2011  | 2 659 000 - 13,3%    |
| 6  | «Matrimonio de conveniencia»                                | 25 de mayo de 2011  | 2 387 000 - 12,6%    |
| 7  | «Highway to gel»                                            | 1 de junio de 2011  | 2 282 000 - 11,8%    |
| 8  | «La boda de mi mejor amiga»                                 | 8 de junio de 2011  | 1 937 000 - 10%      |
| 9  | «La lotera de Vallecas»                                     | 29 de junio de 2011 | 1 373 000 - 8,2%     |
| 10 | «Días contados»                                             | 29 de junio de 2011 | 1 393 000 - 9,3%     |
| 11 | «La hermana de mi mejor amiga»                              | 6 de julio de 2011  | 590 000 - 6,1%       |
| 12 | «El guateque»                                               | 13 de julio de 2011 | 729 000 - 6,4%       |
| 13 | «Esta función es una ruina»                                 | 20 de julio de 2011 | 799 000 - 7,2%       |